# Autun
Autun (AFI: [otœ̃]) è un comune francese di 15853 abitanti situato nel dipartimento della Saona e Loira nella regione della Borgogna-Franca Contea.

## Monumenti e luoghi d'interesse
L'antica Augustodunum fu fondata da Augusto e conserva alcuni edifici di epoca romana, fra cui due porte e il celebre teatro, uno fra i più ampi delle Gallie (150 m di diametro) e i resti di un tempio gallo-romano detto "tempio di Giano".
- Fortificazioni gallo-romane:
  - Porta Saint-André;
  - Porta d'Arroux.
- Piramide gallo-romana di Couhard.
- Tempio di Giano.
- Teatro romano.
- Cattedrale di Saint-Lazare, ricca di opere d'arte romaniche.
- Museo Rolin: archeologia romana, sculture medievali tra cui la Tentazione di Eva di Gisleberto (XII secolo), opere di Jean Hey, Pieter Coecke van Aelst, David Teniers il Giovane, Charles-Joseph Natoire, Maurice Denis, Fernand Léger, Joan Miró, Jacques Villon e Jean Dubuffet.
- Liceo militare (XVIII secolo).

## Sport
Ad Autun si è conclusa la quinta tappa del Tour de France 2007 di media montagna vinta da Filippo Pozzato.

## Società

### Evoluzione demografica
Abitanti censiti

## Amministrazione

### Gemellaggi

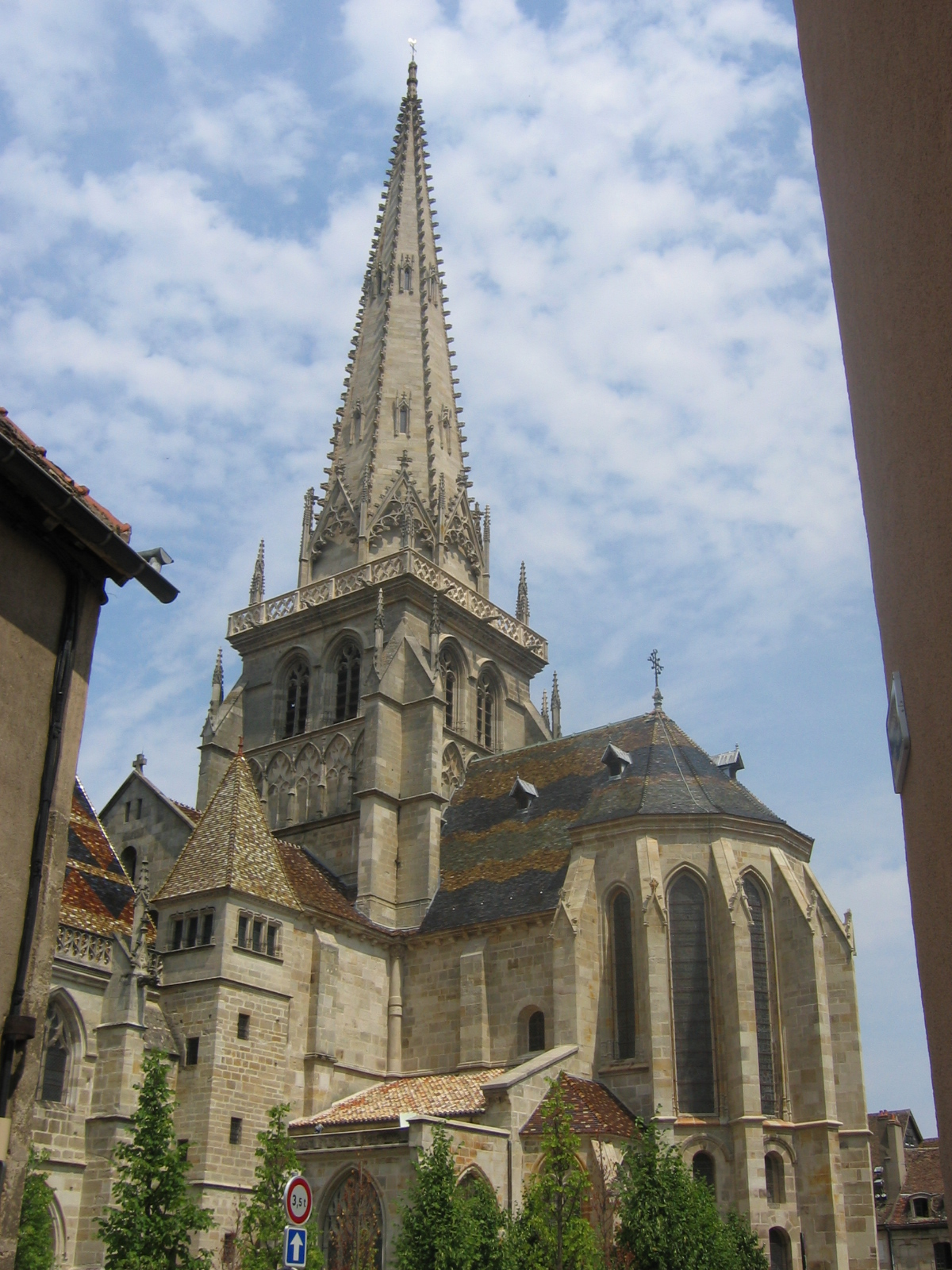
La Cattedrale Saint-Lazare di Autun

- Ingelheim am Rhein, Germania, dal 1963
- Stevenage, Regno Unito, dal 1975
- Kawagoe, Giappone, dal 2002
- Arévalo, Spagna